# Vanwall
Vanwall a fost o echipă de Formula 1 care a concurat in campionatul mondial de profil, fiind prima campionă a constructorilor, în 1958.